# Paxilina
A paxilina é uma proteína que funciona como proteína adaptadora na transdução de sinais e foi descoberta em 1990, à qual lhe foi dada o nome em inglês de paxillin, do latim paxillus, que significa "pequeno poste" (não confundir com o alcaloide neurotóxico, em inglês denominado paxilline). A paxilina tem 68 kDa e está localizada no citoplasma nos pontos onde a célula se une à matriz extracelular formando de aderências focais. A região C-terminal da paxilina contém quatro domínios LIM servem para que a paxilina se una às adesões focais. Acredita-se que nas adesões focais seja estabelecida uma associação direta com a cauda citoplasmática beta-integrina. A região N-terminal da paxilina é rica em sítios de interação proteína-proteína. São várias as proteínas que se ligam à paxilina e entre elas estão proteína-tirosina quinases, como a Src e a quinase de adesão focal (FAK), proteínas estruturais, como a vinculina e actopaxina, e reguladores da organização da actina, como o COOL/PIX e PKL/GIT. A paxilina é fosforilada na tirosina pela FAK e Src, depois da sua ligação com integrinas ou a estimulação por fatores de crescimento, criando sítios de ligação para a proteína adaptadora Crk. A paxilina ajuda a recrutar moléculas no complexo de transdução de sinais do qual faz parte, facilitando a recepção de estímulos externos que modulam diversos processos celulares, e intervindo assim na adesão celular, mobilidade e crescimento de células.